# Adamov (Kutná Hora-i járás)
Adamov község Csehországban, a Kutná Hora-i járásban. Adamov Vlkaneč, Potěhy, Schořov, Bratčice, Tupadly és Zbýšov településekkel határos. Lakosainak száma 136 fő (2024. január 1.).

## Népesség
A település lakosságának változását az alábbi diagram mutatja:
| Lakosok száma | 464  | 457  | 375  | 226  | 152  | 112  | 113  | 123  | 131  | 136  |
|               | 1869 | 1900 | 1921 | 1961 | 1980 | 2011 | 2016 | 2019 | 2021 | 2024 |